# Гари Спийд
Гари Спийд (на английски: Gary Speed) е бивш уелски футболист и треньор. През 2010 е награден с Орден на Британската империя. Има 535 мача в Премиършип. Записал е 85 мача за Уелс (отбелязал е 7 гола), като до 2004 е капитан на отбора.

## Кариера като футболист
Кариерата му започва през 1988 в Лийдс Юнайтед във Втора дивизия. Гари дебютира във футбола, когато е на 19 и постепенно става основен играч. През 1990 с Лийдс печели шампионата на Втора дивизия. През 1992, редом с футболисти като Ерик Кантона, Гордън Страхан, Дейвид Бати и Гари Макалистър, печели шампионската титла на Англия в последното издание на английската Първа Дивизия.
През 1996 преминава в Евертън за 3,5 млн. паунда. Записва 58 мача и 15 гола за 2 сезона при „карамелите“.
В 1998 той е трансфериран в Нюкасъл Юнайтед, за който изиграва повече от 200 срещи. Спийд става един от любимците на публиката и през 2002/03 играе в шампионската лига.
През юли 2004 преминава в Болтън Уондърърс. През декември 2006 записва мач номер 500 в Премиършип, ставайки първият футболист с такова постижение.
На 24 декември 2007 той обявява, че ще играе в Шефилд Юнайтед, за който отбор изиграва 37 мача в Чемпиъншип.

### Отличия
Лийдс Юнайтед
- Английска първа дивизия – шампион 1991-1992
- Суперкупа на Англия (Чарити Шийлд) – носител 1992
- Купа на лигата – финалист 1996
- Английска втора дивизия – шампион 1989-1990

Нюкасъл Юнайтед
- Купа на Англия (ФА Къп) – финалист 1998, 1999
- Интертото – финалист 2001

Болтън Уондърърс
- Купа на лигата – финалист 2004

### Голове за Националния отбор на Уелс
| # | Дата             | Място                          | Противник   | Резултат | Състезание                   | Голове |
| - | ---------------- | ------------------------------ | ----------- | -------- | ---------------------------- | ------ |
| 1 | 12 октомври 1994 | Републикански стадион, Кишинев | Молдова     | 2–3      | Квалификации за Евро 1996    | 1      |
| 2 | 6 септември 1995 | Национален стадион, Кардиф     | Молдова     | 1–0      | Квалификации за Евро 1996    | 1      |
| 3 | 29 март 1997     | Национален стадион, Кардиф     | Белгия      | 1–2      | Квалификации за Мондиал 1998 | 1      |
| 4 | 2 септември 2000 | Стадион Динамо, Минск          | Беларус     | 2–1      | Квалификации за Мондиал 2002 | 1      |
| 5 | 20 ноември 2002  | Стадион Тофиг Бахрамов, Баку   | Азербайджан | 2–0      | Квалификации за Евро 2004    | 1      |
| 6 | 29 март 2003     | Стадион Милениум, Кардиф       | Азербайджан | 4–0      | Квалификации за Евро 2004    | 1      |
| 7 | 4 септември 2004 | Стадион Тофик Бахрамов, Баку   | Азербайджан | 1–1      | Квалификации за Мондиал 2006 | 1      |

## Кариера като треньор
От август 2010 до декември 2010 е мениджър на Шефилд Юнайтед.
На 14 декември 2010 застава начело на националния отбор на Уелс, като за 10 мача има 5 победи и 5 загуби. Последният му мач начело на отбора е на 11.10.2011 на ст. Васил Левски – България-Уелс – 0:1

## Смърт
На 27 ноември 2011 Гари Спийд е намерен обесен в дома си.